# Щуча Гребля
Щу́ча Гре́бля — село в Україні,  у Дмитрівській селищній громаді Ніжинського району Чернігівської області. Населення — 325 осіб.

## Географія
Село Щуча Гребля розташоване за 38 км на південь від міста Бахмач на трасі Ічня — Дмитрівка. Село розташоване в зоні помірного помірно-континентального клімату. Середня висота населеного пункту над рівнем моря — 142 м. Річка Хвощова поділяє село на дві частини. На південь від Щучої Греблі розташований ботанічний заказник Семиліски. В селі 130 дворів. Національний склад представлений переважно українцями, конфесійний склад — християнами. Православна парафія без постійного священика — настоятель УПЦ (МП) із чселища Дмитрівка.

## Історія
У цій місцевості люди мешкали з давніх-давен. Про це свідчать 11 скіфських курганів, виявлених поблизу Щучої Греблі, які є археологічними пам'ятками.
Хутір Щуча Гребля виник у першій половині XVII сторіччя: Щуча Гребля значиться хутором Красноколядинської сотні Прилуцького полку Гетьманської України (1648–1782). У 1708 році Щуча Гребля згадується в Універсалі, де говориться про греблю «…зъ млином Щуцким о двух камнях».
У 1906 році акціонерне товариство з Дмитрівки на чолі з Костянецьким збудувало в Щучій Греблі цукровий завод. Багатий торговець Перцев спорудив тут паровий млин, а інший торговець, Райко, біля Романкової греблі побудував цегельний завод. У 1920-х роках завод був зруйнований. У заводських приміщеннях деякий час працював сільськогосподарський технікум, а пізніше — туберкульозна лікарня.
Жертвами Голодомору в селі стали три особи. Тут споруджено пам'ятник воїнам-односельцям, які загинули в роки Другої світової війни.
На території села діють фельдшерсько-акушерський пункт, клуб. До 2003 року працювала початкова школа.

## Населення

### Мова
Розподіл населення за рідною мовою за даними перепису 2001 року:
| Мова       | Кількість | Відсоток |
| ---------- | --------- | -------- |
| українська | 325       | 100%     |

## Відомі уродженці
- Ольга Допа — голова Бахмацької районної державної адміністрації[3].
- Василь Прохорський — Герой Майдану, волонтер Медичної сотні. Загинув від пострілу спецпідрозділу «Беркут» у потилицю 18 лютого 2014 на вулиці Інститутській, поблизу Львівської барикади.
- Шашенок Володимир Миколайович (1951—1986) — інженер-налагодник системи автоматики, співробітник «Смоленськатоменерго», одна із перших жертв аварії на Чорнобильській АЕС.

## Також
- Перелік населених пунктів, що постраждали від Голодомору 1932—1933 (Чернігівська область)